# Oeconesus maori
Oeconesus maori är en nattsländeart som beskrevs av Mclachlan 1862. Oeconesus maori ingår i släktet Oeconesus och familjen Oeconesidae. Inga underarter finns listade i Catalogue of Life.